# Kallopäänsaari
Kallopäänsaari är en ö i Finland. Den ligger i sjön Jäminginselkä och i kommunen Ruovesi i den ekonomiska regionen  Övre Birkalands ekonomiska region  och landskapet Birkaland, i den södra delen av landet, 200 km norr om huvudstaden Helsingfors. Öns area är 0,4 hektar och dess största längd är 90 meter i sydöst-nordvästlig riktning.